# Wahlen zum Repräsentantenhaus der Vereinigten Staaten 1974
Die Wahlen zum Repräsentantenhaus der Vereinigten Staaten 1974 fanden am 5. November 1974 statt. Dabei wurden in den Vereinigten Staaten die Abgeordneten des Repräsentantenhauses gewählt. Die Wahlen waren Teil der allgemeinen Wahlen zum 94. Kongress der Vereinigten Staaten. In diesem Jahr wurde auch ein Drittel der US-Senatoren gewählt.
Die Zahl der zu wählenden Abgeordneten betrug 435. Die Verteilung der Sitze nach Bundesstaaten basierte auf der Volkszählung von 1970.
Bei der Wahl gewannen die Demokraten stark hinzu. Mit einem Zugewinn von 48 Sitzen kamen sie nun auf 291 Mandate. Das war ein Sitz über der Zweidrittelmehrheit. Entsprechend verloren die Republikaner, die nur noch 144 Kongressabgeordnete stellten. Grund dafür war neben der Wirtschaftskrise Anfang der 1970er Jahre vor allem die Watergate-Affäre, die im August 1974 auch den republikanischen Präsidenten Richard Nixon zum Rücktritt gezwungen hatte und den Republikanern schwer schadeten. Dies führte zu massiven Verlusten bei allen bedeutenden Wahlen des Jahres 1974. Besonders schwer wog in den Augen der Wähler die Begnadigung Nixons durch seinen Amtsnachfolger Gerald Ford.

## Wahlergebnis
- Demokratische Partei 291 (243) Sitze
- Republikanische Partei 144 (192) Sitze

Gesamt: 435 (435)
In Klammern sind die Ergebnisse der letzten Wahl zwei Jahre zuvor. Veränderungen im Verlauf der Legislaturperiode, die nicht die Wahlen an sich betreffen, sind bei diesen Zahlen nicht berücksichtigt, werden aber im Artikel über den 94. Kongress im Abschnitt über die Mitglieder des Repräsentantenhauses bei den entsprechenden Namen der Abgeordneten vermerkt. Daher kommt es in den Quellen gelegentlich zu unterschiedlichen Angaben, da manchmal Veränderungen während der Legislaturperiode in die Zahlen eingearbeitet wurden und manchmal nicht. Das angeführte Wahlergebnis basiert auf der unten angeführten Quelle (Party Divisions).

## Weblink
- Party Divisions